# Une histoire birmane (film)
Pour les articles homonymes, voir Une histoire birmane.

Une histoire birmane est un documentaire français réalisé par Alain Mazars, sorti en 2015.

## Fiche technique
- Titre : Une histoire birmane
- Réalisation : Alain Mazars
- Photographie : Alain Mazars
- Son : Romaric Nereau
- Musique : Jessica Mazars
- Montage : Alain Mazars
- Bruitage : Patrick Martinache
- Mixage : Laurent Thomas
- Production : Catherine Dussart Productions
- Productrice associée : Sylvie Blum
- Pays d'origine :  France
- Genre : documentaire
- Durée : 92 minutes
- Date de sortie : 25 novembre 2015

## Distinctions
- 2015 : Mention spéciale du jury au Festival international du cinéma asiatique de Tours[1]